# Shimpan (sumo)

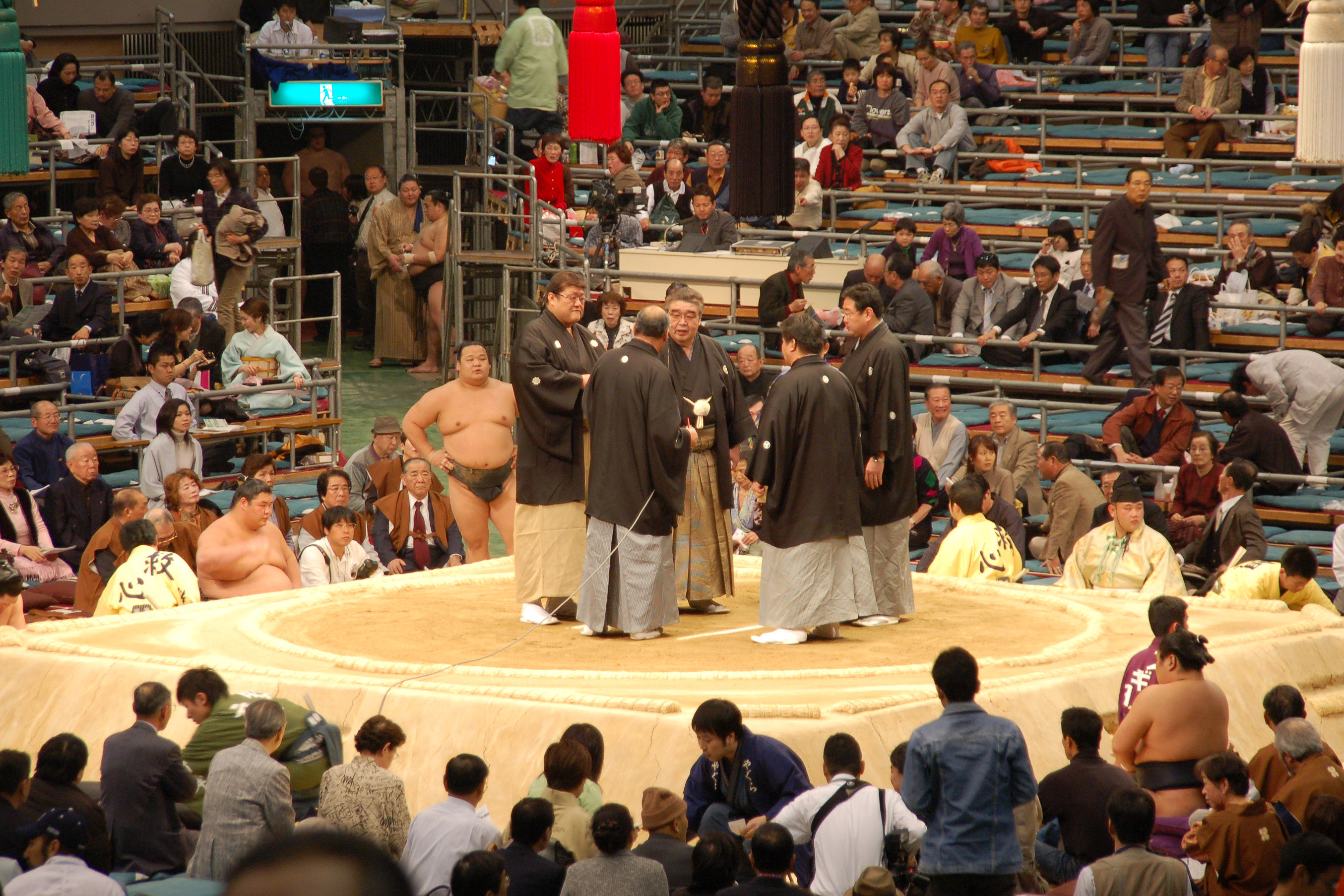
Reunión mono-ii de los shimpan. Haru Basho 2006.

Los shimpan (審判) o shinpan son los jueces de ring en los combates profesionales de sumo. En un torneo (honbasho) de sumo, cinco shimpan se sientan al rededor del ring para observar con detenimiento cual de los dos luchadores ha ganado el enfrentamiento, mientras que dos shimpan adicionales fungen como oficiales de revisión por video desde una sala equipada con este propósito. Cuando juzgan los combates durante un torneo, estos utilizan una vestimenta tradicional japonesa que consiste en un otokomono, un haori con mon, y pantalones hakama. Al finalizar cada combate, la decisión inicial es declarada por el gyōji (árbitro de ring), la cual comúnmente es correcta, sin embargo, de ser el caso contrario, los shimpan intervendrán para tomar la decisión final.

## Asientos y estatus
Cinco shimpan se sientan al rededor del ring durante un torneo oficial. El orden de importancia de los shimpan esta determinado por el lugar en donde se sientan. El orden de importancia es el siguiente: Norte, Este, Sureste, Suroeste, y Oeste. Estos rotan sus asientos cada día para mantener una equidad. Sin embargo, en la división más alta del sumo (makuuchi), solo el shimpan de más alto rango y sus dos adjuntos pueden sentarse en el Norte. El shimpan del Sureste también se encarga de llevar el tiempo y de darle la señal al gyōji (árbitro) cuando el período de preparación ya se ha acabado y que los luchadores deben combatir. Antes de septiembre de 1952, el techo elevado sobre el dohyō (llamado tsuriyane) estaba soportado por cuatro columnas, y los shimpan se sentaban enfrente de estas para observar los combates.

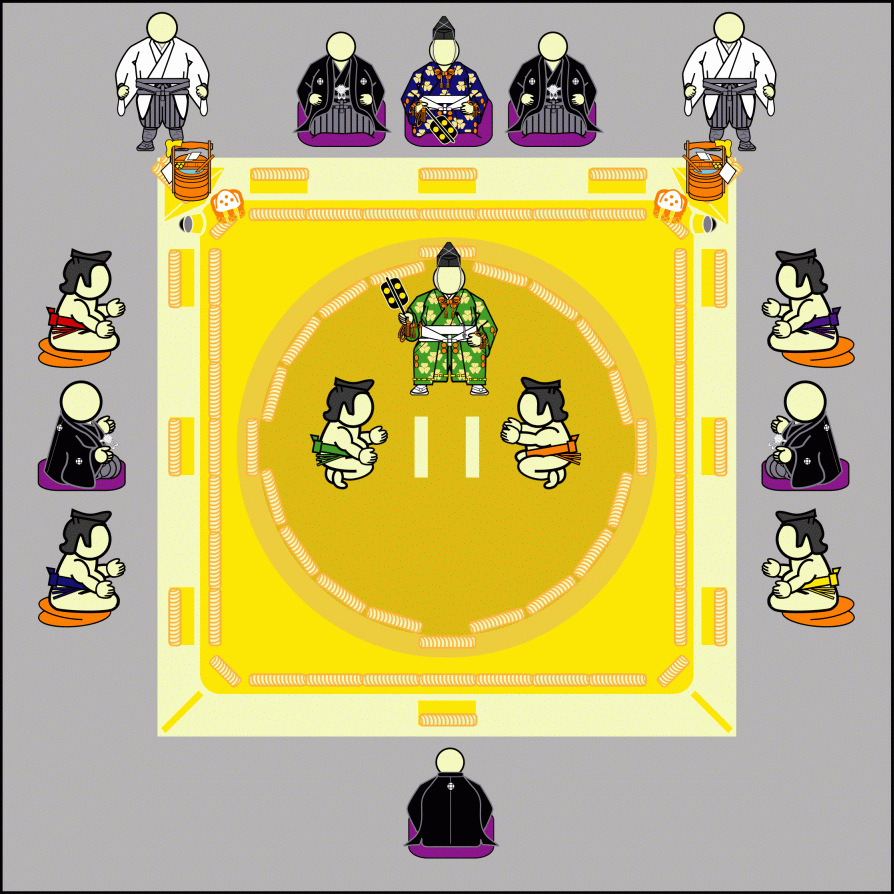
Esquema y ubicación de los participantes de un combate de sumo, al rededor del dohyō.

## Mono-ii
Si uno de los shimpan no esta de acuerdo, o no esta seguro de la decisión, este levantará la mano para que todos los jueces se dirijan al ring, o dohyō para realizar un mono-ii. Un mono-ii (solamente de shimpan) puede, en principio, ser convocado también por uno de los cuatro luchadores en espera al rededor del ring, sin embargo, esto es un caso bastante raro.
Durante el mono-ii, los cinco shimpan comparten sus puntos de vista con respecto a lo que ha ocurrido en el combate. Usualmente, al gyōji también se le es permitido escuchar la reunión pero se espera que este no intervenga a menos que sea invitado a opinar. (En un caso famoso en enero de 1972, cuando los shimpan anularon la decisión del gyōji y declararon a Kitanofuji como ganador porque su oponente quedó como shini-tai, permitiéndole a Kitanofuji colocar su mano sobre el ring primero para evitar una lesión (kabai-te), se pudo ver al gyōji discutiendo con los shimpan). La anulación de una decisión puede ser un asunto muy serio para un gyōji, ya que este tiene que entregar un informe y además puede entorpecer su promoción dentro de los rangos, conllevándole a una suspensión durante un par de días, o hasta la renuncia en raras ocasiones. Para los combates en las divisiones más altas, también existen dos shimpan adicionales ubicados en una sala con equipos de repetición por video, los cuales se mantienen en contacto con el shimpan de más alto rango (el cual siempre es uno de los tres miembros más importantes del comité de jueces) mediante un auricular en su oído.
El uso de video para la toma de decisiones se incorporó tras el resultado de un combate famoso en marzo de 1969 en el cual el yokozuna Taihō fue declarado como perdedor injustamente a pesar de que varias repeticiones y fotografías indicaban lo contrario. El árbitro originalmente había declarado a Taihō como vencedor, pero los jueces anularon la decisión. La derrota en este combate fue el principio de una racha de cuarenta y cinco victorias para el yokozuna y consecuentemente la decisión recibió una cantidad considerable de críticas y publicidad adversa. Desde entonces, uno de los dos shimpan en la sala de video debe ser también uno de los tres jueces más importantes del comité. Esta regla se implementó como resultado de las numerosas controversias de los jueces durante los años 90.
El resultado de un mono-ii puede ser para confirmar la decisión del gyōji (llamado gunbai-dori), revertir o anular su decisión (gunbai-sashichigai), o llamar a una repetición del combate (torinaoshi). Antes de 1926, los empates (azukari) estaban permitidos. El shimpan de más alto rango es también el responsable de hacer el anuncio y una breve explicación tanto a los luchadores como a los espectadores.
En ocasiones bastantes raras, una repetición del combate (torinaoshi) también puede llevarse a cabo debido a un error de juicio. En un combate de la división más alta entre Kotozakura y Atamifuji durante el torneo de enero de 2025, el juez Asahiyama (ex-sekiwake Kotonishiki) levantó su mano pensando que el pie de Kotozakura había pisado el área exterior del dohyō. Las repeticiones por video confirmaron que el pie no tocó el suelo por fuera de los límites de paja (tawara) del ring al momento que Asahiyama levantó la mano, por lo que los jueces ordenaron una repetición del combate.

## Estatus de losshimpan
Todos los shimpan son oyakata, o ancianos de sumo, de la Asociación Japonesa de Sumo y además también son miembros del comité de jueces. Al final de cada torneo honbasho, los miembros del comité de jueces también tienen la responsabilidad de decidir la clasificación de los luchadores para el siguiente torneo, lo cual incluye hacer la recomendación formal inicial para la promoción de un luchador al rango de ōzeki al gabinete de directores de la asociación. Un órgano asesor especial conformado por miembros externos es también responsable de hacer las recomendaciones iniciales para la promoción de un luchador al rango más alto del sumo, el yokozuna.
El comité de jueces siempre está compuesto de veintitrés miembros. Los tres shimpan de más alto rango, los cuales casi siempre son antiguos yokozuna u ōzeki, sirven durante un período de dos años, mientras que los otros veinte ocupan su cargo durante un año. Normalmente, se espera que un oyakata haya alcanzado, como mínimo, un rango alto dentro del maegashira durante sus años como luchador activo y también que espere por lo menos cinco años después de su retiro para convertirse en shimpan. Hubo una excepción con el oyakata Nishonoseki (el septuagésimo segundo yokozuna Kisenosato), el cual fue nombrado shimpan por el comité de jueces a tan solo tres años de su retiro.